# 주문 바다요
《주문 바다요》는 대한민국의 MBC에브리원에 방송됐던 예능 텔레비전 프로그램이다.

## 기획 의도
바다를 좋아하는 연기자들이 어부로 변신해 직접 잡은 자연산 먹거리를 손님에게 제공하는 프로그램이다.

## 방송 일정
- 2020년 5월 4일 ~ 2020년 5월 25일 : 매주 월요일 밤 8시 30분 ~ 10시 (4부작)

## 출연진
- 주상욱
- 조재윤
- 양경원
- 유수빈